# 牛肉罩火烧
牛肉罩火烧是河北省石家庄市的一种特色小吃，起源于民国年间。由保定的小吃牛肉罩饼演变而来，做法类似于北京名吃卤煮火烧。石家庄市是目前获得较广泛认可的牛肉罩火烧的发源地。牛肉罩火烧是将火烧置于牛肉汤中烧煮，吃时捞出剁小，冲入牛肉汤及牛肉片，撒上葱花即成。